# Martina Pfaff
Martina Pfaff ist eine deutsche Regisseurin von Dokumentarfilmen, Musikvideos, Opern und Kinderkonzerten. Daneben beteiligt sie sich mit eigenen Arbeiten an Ausstellungen.

## Leben und Wirken
Martina Pfaff studierte Musikwissenschaft und Volkskunde in Freiburg, Paris und Hamburg. Nach Hospitanzen an der Hamburger Staatsoper arbeitete sie als Spielleiterin und Regisseurin an verschiedenen in- und ausländischen Opernhäusern, u. a. in Köln und Dresden, bei den Salzburger Festspielen in Bogotá und San Francisco.
Ein Schwerpunkt ihrer Regiearbeit liegt auf zeitgenössischer Musik sowie auf Kinderkonzerten für Vorschulkinder. Für Bayer Kultur inszenierte sie die Uraufführung der Jugendoper Der Felsenjunge der Komponistin Camille van Lunen, mit der sie in der Folge noch weitere Projekte realisierte. Das Stück erzählt die Geschichte eines auf Malta gestrandeten Flüchtlingsjungen, der von einem Mädchen gerettet, vor ihrer Familie versteckt und mit Lebensmitteln versorgt wird. Für eine weitere Jugendoper, komponiert von Torsten Wille, nach dem Buch Mio, mein Mio von Astrid Lindgren, inszenierte sie die Uraufführung an der Deutschen Oper Berlin. Mit dem Kinderstück Frl. Lindbloms fantastische Musikbox, das als Auftragswerk der Kölner Philharmonie in Zusammenarbeit mit der Schäl Sick Brass Band entstand, gastierte sie 2012 auf Einladung des Goethe-Instituts in Mumbai. Ebenfalls als Auftrag der Kölner Philharmonie entstand 2012 das Kinderkonzert Ein Tag im Leben des Johannes Käfig, angelehnt an Werke des Komponisten John Cage und in Zusammenarbeit mit den Musikerinnen Verena Guido, Ulrich Kisters und Christian Thomé.
Daneben arbeitete Martina Pfaff für verschiedene Musikdokumentationen und Tanzfilme im Auftrag von WDR, BR und ARTE. Für den WDR drehte sie mehrere Musik-Dokumentarfilme, darunter global lokal, der zu den IMZ World Music Screenings bei der WOMEX in Kopenhagen eingeladen war. Für die Redaktion Musikvermittlung des WDR entstanden von 2017 bis 2020 Kinderkonzerte in der Reihe Kommissar Krächz … mit dem Moderator André Gatzke und Musikern des WDR Sinfonieorchesters, des WDR Funkhausorchesters, der WDR Big Band und des WDR Rundfunkchors sowie einige DVDs. Hieran schloss sich eine enge Zusammenarbeit mit dem WDR Rundfunkchor. Neben Livestreams entstanden zahlreiche Musikvideos, etwa im Jahr 2019 zu Arnold Schönbergs Komposition Friede auf Erden.
Im Jahr 2016 war sie Jury-Mitglied beim Festival SoundTrack_Cologne 13 für den See-the-Sound-Preis für die Beste Musikdokumentation. Gemeinsam mit dem Musikjournalisten Ole Löding und Matthias Schumacher vom Musikarchiv NRW war Martina Pfaff Co-Kuratorin der Ausstellung Kölner Clubs früher und heute, die 2018 in der Stadtbibliothek Köln gezeigt wurde. Die Mezzo-Sopranistin Uta Christina Georg beauftragte 2022 zwei Musikvideos zu zeitgenössischen Liedkompositionen von Ella Milch-Sheriff (nach dem Gedicht Click-click, tick-tick der Schriftstellerin Sylvia Plath) und Camille van Lunen (nach dem Gedicht HABE der Lyrikerin Dagmar Nick). Beide Musikvideos haben eine höhere Sichtbarkeit von Frauen zum Thema, wurden zu internationalen Festivals eingeladen und erhielten zahlreiche Nominierungen und Preise.
2023 beteiligte sich Martina Pfaff erstmals mit einer Video-Installation, …und die Zeit stand nicht still, an einer Ausstellung im Rahmen des Miniaturen-Festivals des Bremer Theaterkontors. Zu den Miniaturen 2024 und 2025 wurde sie erneut eingeladen mit ihrer partizipativen und interaktiven Arbeit GLÜCKS SPIEL zum Thema bleiben(lassen) und mit einem Wandbehang ER-INNERN zum Thema tief graben.
Sie engagiert sich daneben in den Filmnetzwerken LaDOC und WIFT Germany.

## Veröffentlichungen
- Von Deutschen in Litauen ermordet. Der Hamburger Cellist Jakob Sakom. In: Peter Petersen, Arbeitsgruppe Exilmusik (Hrsg.): Zündende Lieder – Verbrannte Musik. Folgen des Nazifaschismus für Hamburger Musiker und Musikerinnen. VSA, Hamburg 1995, ISBN 978-3-87975-671-1, S. 67–80.

## Filmografie

### Musikvideo
- 2014: Ävver singe kann se nit, Andreas Münzel
- 2018: Deck The Hall, WDR Rundfunkchor[12]
- 2018: Fröhliche Weihnacht, WDR Rundfunkchor[13]
- 2018: O Tannenbaum, WDR Rundfunkchor
- 2019: Friede auf Erden, Arnold Schönberg, WDR Rundfunkchor
- 2020: Probier’s mal mit Gemütlichkeit, WDR Rundfunkchor
- 2020: The Lion sleeps tonight, WDR Rundfunkchor
- 2020: Nozani, WDR Rundfunkchor
- 2020: Over the Rainbow, WDR Rundfunkchor
- 2020: Fensterkonzert, Martin Krasnenko und Giovanni Da Silva
- 2022: Click-click, tick-tick, Komposition Ella Milch-Sheriff, Text Sylvia Plath
- 2022: HABE, Komposition Camille van Lunen, Text Dagmar Nick[14]

### Musikdokumentarfilm
- 2007: Toumani Diabaté – Koraklänge aus dem Land der Flusspferde (WDR)
- 2011: global lokal – Streifzüge durch eine neue Musikszene Kölns (WDR)
- 2014: Kein Kinderspiel – Warum sich Jugendliche für klassische Musik begeistern (WDR)

### DVD
aus der Reihe WDR macht Schule mit dem WDR Sinfonieorchester:
- 2017: Dackl trifft Mozart
- 2018: Dackl trifft Haydn
- 2019: Dackl trifft Mendelssohn Bartholdy

## Theater und Konzert

### Musiktheater
- 1998: Linie 1, Komposition Birger Heymann
- 1998: L’elisir d’amore, Komposition Gaetano Donizetti (Oper in Bogotá)
- 1999: Mio, mein Mio, Komposition Torsten Wille (UA Deutsche Oper Berlin)
- 2004: Dialogues des Carmélites, Komposition Francis Poulenc (Oper Köln)
- 2005: Der Felsenjunge, Komposition Camille van Lunen (UA; Auftragswerk der Bayer Kultur und der Stadt Leverkusen)[14]
- 2013: Neues Stück oder Die Geschichte vom Mann, der verschwand und sich nicht darüber wunderte (geschrieben und aufgeführt mit Jugendlichen der Rochus Musikschule Köln)[15]

### Kinderkonzerte
- 2010: Fräulein Lindbloms Fantastische Musik-Box mit der Schäl Sick Brass Band
- 2012: Ein Tag im Leben des Johannes Käfig, Kinderkonzert mit Verena Guido, Ulrich Kisters und Christian Thomé, Festival Acht Brücken der Philharmonie Köln
- 2017–2020 Kommissar Krächz, Kinderkonzert-Reihe im WDR mit André Gatzke
  - 2017 im Zirkus
  - 2017 im Schloss
  - 2018 auf dem Meeresboden
  - 2018 auf der Baustelle
  - 2018 im Urlaub
  - 2018 im Weltall
  - 2019 auf Nachtwanderung
  - 2019 im Kaufhaus
  - 2019 bei der Feuerwehr
  - 2019 in Amerika
  - 2020 feiert Karneval
  - 2020 im Dschungel

## Auszeichnungen
Friede auf Erden
- 2019: Besondere Erwähnung, Jury des UK Seasonal Short Film Festivals
- 2022: Best Music Video, Rome Independent Film Awards

Click-click, tick-tick
- 2023: Best Music Video, Rohip International Film Festival
- 2023: Best Music Video, Couch Film Festival in Toronto
- 2023: Best Director, International Music Film & Video Festival URTIcanti, Bari
- 2023: Lobende Erwähnung, Cine-Maniacs Filmfest in Türkheim

Habe
- 2023: Audience Choice Award, Rohip International Film Festival